# Sachet autoclave
 (février 2022).
La mise en forme du texte ne suit pas les recommandations de Wikipédia : il faut le « wikifier ».
Les points d'amélioration suivants sont les cas les plus fréquents :
- Les titres sont pré-formatés par le logiciel. Ils ne sont ni en capitales, ni en gras.
- Le texte ne doit pas être écrit en capitales (les noms de famille non plus), ni en gras, ni en italique, ni en « petit »…
- Le gras n'est utilisé que pour surligner le titre de l'article dans l'introduction, une seule fois.
- L'italique est rarement utilisé : mots en langue étrangère, titres d'œuvres, noms de bateaux, etc.
- Les citations ne sont pas en italique mais en corps de texte normal. Elles sont entourées par des guillemets français : « et ».
- Les listes à puces sont à éviter, des paragraphes rédigés étant largement préférés. Les tableaux sont à réserver à la présentation de données structurées (résultats, etc.).
- Les appels de note de bas de page (petits chiffres en exposant, introduits par l'outil «  Source ») sont à placer entre la fin de phrase et le point final[comme ça].
- Les liens internes (vers d'autres articles de Wikipédia) sont à choisir avec parcimonie. Créez des liens vers des articles approfondissant le sujet. Les termes génériques sans rapport avec le sujet sont à éviter, ainsi que les répétitions de liens vers un même terme.
- Les liens externes sont à placer uniquement dans une section « Liens externes », à la fin de l'article. Ces liens sont à choisir avec parcimonie suivant les règles définies. Si un lien sert de source à l'article, son insertion dans le texte est à faire par les notes de bas de page.
- La présentation des références doit suivre les conventions bibliographiques. Il est recommandé d'utiliser les modèles {{Ouvrage}}, {{Chapitre}}, {{Article}}, {{Lien web}} et/ou {{Bibliographie}}. Le mode d'édition visuel peut mettre en forme automatiquement les références.
- Insérer une infobox (cadre d'informations à droite) n'est pas obligatoire pour parachever la mise en page.

Pour une aide détaillée, merci de consulter Aide:Wikification.
Si vous pensez que ces points ont été résolus, vous pouvez retirer ce bandeau et améliorer la mise en forme d'un autre article.
 (février 2022).

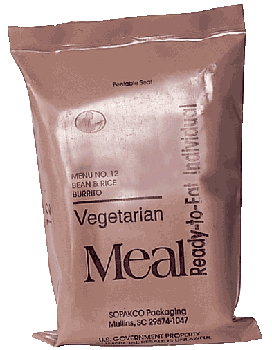
MRE militaire : burrito aux haricots et au riz

Un sachet autoclave est un type d'emballage alimentaire fabriqué à partir de plastique souple et de feuilles de métal.
Les aliments emballés vont de l'eau aux repas entièrement cuits tels que les repas prêts à être consommés froids ou réchauffés en les immergeant dans de l'eau chaude. Cela a été introduit par l'armée en 1992. Les sachets autoclaves sont utilisés dans les rations de terrain, les aliments spatiaux , les produits à base de poisson, les aliments de camping, les nouilles instantanées et des marques telles que Capri Sun et Tasty Bite.
Certaines variétés ont un gousset inférieur et sont connues sous le nom de sachets à fond plat.

## Origine
La poche de cornue a été inventée par le United States Army Natick R&D Command, Reynolds Metals Company et Continental Flexible Packaging, qui ont reçu conjointement le Food Technology Industrial Achievement Award pour son invention en 1978. Les sachets autoclavables sont largement utilisés par l' armée américaine pour les rations de terrain (appelées Meals, Ready-to-Eat ou MRE ). Les sachets ont été vendus pour la première fois par Swan Valley Foods à Creston en Colombie-Britannique au milieu des années 1970.

## Construction
Une poche autoclave est fabriquée à partir d'un stratifié métal-plastique flexible capable de résister au traitement thermique utilisé pour la stérilisation . La nourriture est d'abord préparée, crue ou cuite, puis scellée dans la poche de l'autoclave. La poche est ensuite chauffée à 240−156,7 °C (116−121 °C) pendant plusieurs minutes sous haute pression à l'intérieur d'un autoclave. Les aliments à l'intérieur sont cuits de la même manière que la cuisson sous pression . Ce processus tue de manière fiable tous les micro- organismes courants (en particulier Clostridium botulinum ), l'empêchant de se gâter . Le processus d'emballage est très similaire à la mise en conserve, sauf que l'emballage lui-même est flexible. La structure de stratification ne permet pas aux gaz de l'extérieur de venir dans la poche. La construction de la poche autoclave varie d'une application à l'autre, car un produit liquide nécessite des propriétés de barrière différentes de celles d'un produit sec, et de même, un produit acide nécessite une résistance chimique différente d'un produit basique . Certaines couches différentes utilisées dans les sachets autoclaves comprennent :
- polyester (PET) – fournit une couche brillante et rigide, peut être imprimé à l'intérieur
- nylon ( polyamide bi-orienté) – offre une résistance à la perforation
- aluminium (Al) – fournit une barrière aux gaz très fine mais efficace
- polypropylène coulé de qualité alimentaire (CPP) – utilisé comme couche d'étanchéité
- polyéthylène (PE) – peut être utilisé à la place du PP comme couche d'étanchéité et de liaison

Cette structure multicouche empêche le recyclage du sachet autoclave dans d'autres sachets autoclaves ou emballages alimentaires. Cependant, ce matériau peut être recyclé en une résine aluminisée ou recyclé en matériaux textiles. Le poids d'un sachet est inférieur à celui des canettes ou des bouteilles ordinaires, et l'énergie nécessaire pour produire chaque sachet est inférieure à celle des emballages concurrents en métal, papier et verre.

## Accueil
Sur le marché de la consommation, les sachets autoclaves ont acquis une grande popularité en dehors des États-Unis, en particulier dans la région du Pacifique . Cependant, les consommateurs américains ont manifestement manifesté de la réticence à l'égard de la technologie d'emballage, et son adoption a été lente. En conséquence, de nombreux emballages autoclaves vendus aux États-Unis sont emballés dans des cartons pour leur donner une apparence plus familière aux consommateurs. Les produits Tasty Bite sont un exemple de produit en sachet autoclave emballé dans un carton. Plusieurs distributeurs alimentaires américains ont commencé à fabriquer des aliments dans des sachets autoclaves sans cartons, notamment les entreprises de mise en conserve de thon Chicken of the Sea et Bumble Bee . En 2012, la Campbell Soup Company a présenté sa gamme Go de soupes prêtes à consommer dans des sachets autoclaves aux consommateurs américains. Le lancement du produit s'est accompagné d'une campagne de marketing ciblant les Millennials, qui ont montré de la réticence à acheter d'autres produits Campbell Soup dans le passé.

## Voir également
- Cornue
- Aliments de longue conservation
- Impacts environnementaux des emballages alimentaires stériles